# UUM-44 SUBROC
Le UUM-44 SUBROC (pour SUBmarine ROCket) était un missile à changement de milieu tiré depuis un sous-marin et utilisé par l’US Navy comme moyen de lutte anti-sous-marine. Il transportait une ogive nucléaire W55.

## Conception
Le développement débuta en 1958. L'évaluation technique prit fin en 1964 et l'année suivante l'US Navy reçut les premiers missiles. Le SUBROC n'a jamais été utilisé au combat et tous les missiles ont été retirés du service à la fin de la guerre froide en 1989. À cause de la tête nucléaire qui fait partie intégrante de l'arme, le système n'a jamais été exporté et rien ne montre qu'il ait pu être fourni aux pays alliés de l'OTAN comme cela a été le cas pour d'autres armes nucléaires. Jusqu'à la fin des années 1970, le développement d'un successeur fut envisagé, le UUM-125 Sea Lance, mais continuellement repoussé à cause de problèmes de budget et il fut finalement annulé.

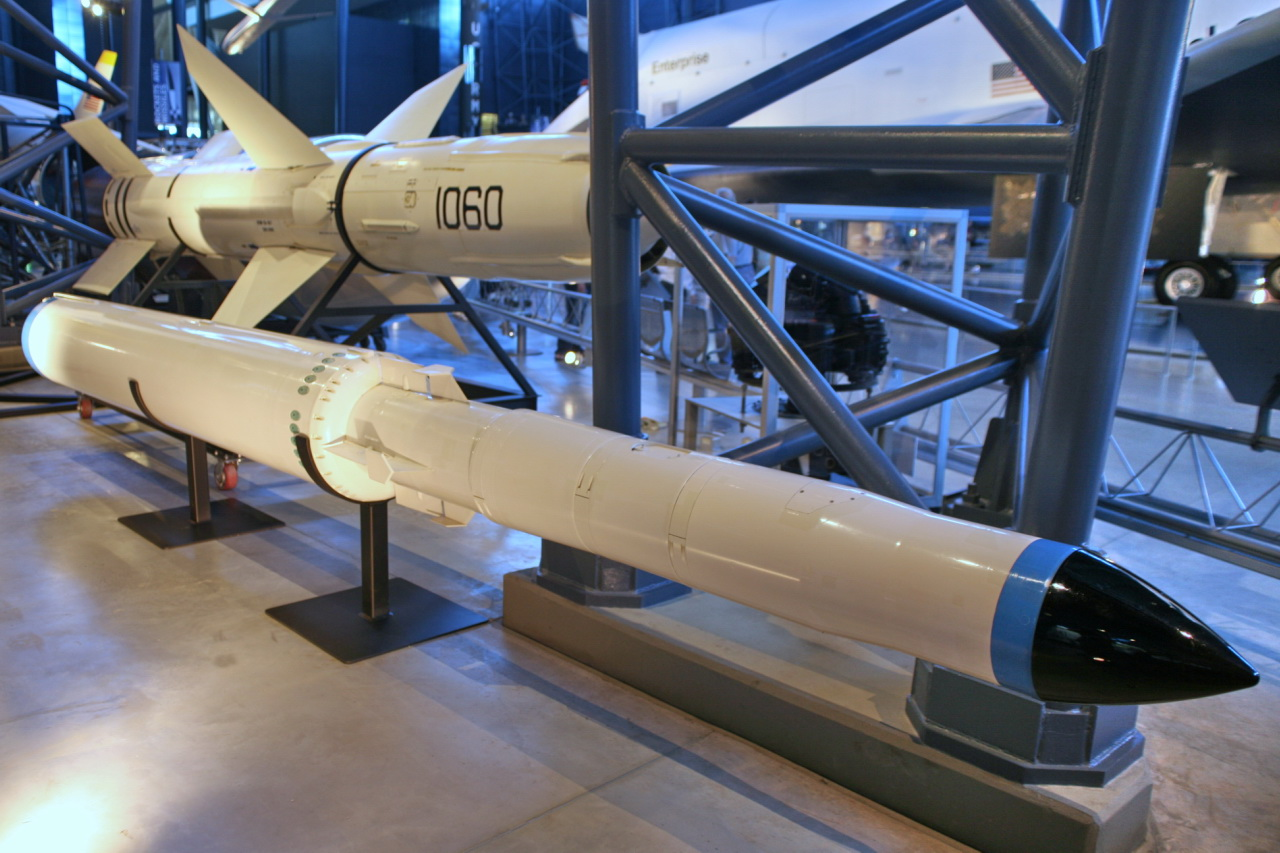
Un SUBROC exposé au Steven F. Udvar-Hazy Center.

## Utilisation
Le SUBROC pouvait être lancé à partir d'un tube lance-torpille de 533 mm. Après le lancement, le moteur-fusée à propergol solide s'allumait et le SUBROC rejoignait la surface. L'angle de lancement se modifiait alors pour adopter une trajectoire balistique prédéterminée. Après un temps défini, le véhicule de rentrée contenant la charge militaire se séparait du moteur-fusée. La charge de profondeur nucléaire W55 de 5 kilotonnes plongeait et coulait rapidement jusqu'à atteindre une profondeur déterminée où elle explosait à proximité de sa cible. Étant donné la puissance de la charge, un impact direct n'était pas nécessaire.
Techniquement, cette utilisation était destinée aux cas d'urgence pour attaquer à longue distance une cible sous-marine qui ne pouvait pas l'être par des armes classiques sans trahir la position du sous-marin lanceur et risquer une riposte aérienne, ou dans le cas où la cible était trop éloignée pour être détruite rapidement par une torpille. Un avantage supplémentaire du SUBROC était sa capacité à arriver sur sa cible sans être détecté jusqu'au moment il était trop tard pour tenter une action évasive bien que cela eut été inutile étant donné la puissance de la charge. Cependant le SUBROC était d'une utilisation moins flexible que les systèmes similaires ASROC et Ikara puisque sa charge militaire était uniquement composée d'une arme atomique, ainsi il ne pouvait pas être utilisé lors d'engagements dit « conventionnels ».

### Sources
- (en) Robert Jackson, Submarines of the World, New York, Grange Books, 2001, 312 p. (ISBN 978-0-7607-1992-3 et 0760719926)